# Italiensk travare
Den italienska travaren (it: Trottatore Italiano) är en hästras av varmblodstyp som härstammar från Italien där den avlats fram för att användas inom travsporten. Rasen är relativt ny och stamboken startades inte förrän 1940. Den italienska travaren är ganska ovanlig utanför Italien. 2002 fanns endast 400 hingstar och 6000 ston. 

## Historia
Den italienska travaren har utvecklats sedan slutet av 1800-talet för att motsvara den ökade efterfrågan på travhästar i Italien. Man använde sig av en grund bestående av ston från andra travraser som den franska travaren och den ryska travaren. Även den amerikanska travaren ingick i utvecklingen. För att göra den italienska travaren lite snabbare korsade man dessa travarston med engelska fullblodshingstar. 
Rasens utveckling dröjde och inte förrän 1940 skulle rasen få en egen stambok. Mellan 1977 och 1981 gjorde man omfattande genetiska tester på cirka 1000 hästar för att ha som underlag för att kunna DNA-testa föl för att fastställa om de är rasrena italienska travare. Föreningen ANACT har idag hand om registrering och kontrollerar aveln. 2002 fanns det cirka 400 avelshingstar och 6000 registrerade ston och det föds cirka 1500 föl varje år.  
Den mest framgångsrika italienska travaren är hingsten Varenne som tränades av Jori Turja. Varenne har bland annat vunnit två Prix d'Amérique, Elitloppet och 53 andra stora priser. Varenne har sprungit in cirka 50 miljoner kronor i vinstpengar och har innehaft två världsrekord. 

## Egenskaper
Den italienska travaren är idag främst använd som travhäst även om den kan användas till ridsport och nöjesridning. De italienska travarna kräver dock vana ryttare då de kan vara livliga och nervöst lagda. Inblandningen av fullblod har dock gett en balanserad och stark häst som är mycket snabb. I regel är de kraftigare än andra travare. Hästarna har influerats starkt av de engelska fullbloden och har ett finskuret huvud med en rak nosprofil. Öronen är små och rörliga. Hästarna är cirka 160-165 cm i mankhöjd och kan ha alla hela färger. 